# Antonio Serrano González
Antonio Serrano González (Madrid, España; 14 de marzo de 1954) fue un futbolista español que se desempeñaba como centrocampista.

## Clubes
| Club         | País   | Año         |
| ------------ | ------ | ----------- |
| Granada CF   | España | 1977 - 1980 |
| CD Málaga    | España | 1980 - 1982 |
| Xerez CD     | España | 1982 - 1983 |
| Algeciras CF | España | 1983 - 1985 |
| RB Linense   | España | 1985 - 1986 |